# 아돌프 로스
아돌프 프란츠 카를 빅토르 마리아 로스(Adolf Franz Karl Viktor Maria Loos)는 오스트리아 및 체코슬로바키아의 건축가로, 유럽 근대 건축 이론에 큰 영향을 끼친 사상가이자 논쟁적인 평론가였다. 그는 모더니즘에 영감을 받았으며, 아르누보(Art Nouveau) 운동의 비판자로 널리 알려져 있다. 그의 논란 많은 견해와 문필 활동은 빈 분리파(Vienna Secession) 운동과 포스트모더니즘의 형성에 불씨를 제공했다.
로스는 브르노(Brno)에서 조각가이자 석공 집안에서 태어났다. 그의 아버지는 청각장애가 있는 석공이었으며, 로스가 9세 때 사망했고, 이 사건은 그가 예술과 공예에 관심을 갖게 되는 데 영향을 주었다. 로스는 이후 아버지의 청력 장애와 기타 건강 문제를 물려받았으며, 청력 부족은 그의 고립적인 성격 형성에도 영향을 미쳤다.
그는 세 번의 결혼을 했으나 모두 이혼으로 끝났고, 1928년에는 소아성애 혐의로 유죄 판결을 받기도 했다.
로스는 학업 성적이 좋지 않고 관심 분야가 자주 바뀌었던 탓에 여러 대학을 전전했으며, 이는 오히려 건축가로서 다양한 역량을 기르는 데 기여했다. 마지막 대학을 떠난 후에는 미국을 방문하여, 루이스 설리번(Louis Sullivan)의 “형태는 기능을 따른다(Form follows function)” 철학을 담은 시카고 학파에 깊은 영향을 받았다.
이후 그는 〈가난한 부자의 이야기(The Story of a Poor Rich Man)〉 같은 풍자 글을 비롯해 자신의 가장 유명한 선언문인 〈장식과 범죄(Ornament and Crime)〉 등 다수의 저작을 발표했으며, 이 글에서는 장식을 없애야 한다는 주장을 펼쳤다. 그의 철학은 빈에 있는 로스하우스(Looshaus) 설계에서 구체적으로 드러나며 이는 세기말 장식의 화려함과 빈 분리파의 미학 원칙과는 극명히 대조를 이룬다.
로스는 근대 건축의 선구자로 건축과 디자인 분야의 모더니즘에 대한 비평 및 이론적 기여를 했으며, 내부 공간을 구성하는 방식인 ‘라움플란(Raumplan, 공간 계획)’ 개념을 발전시켰다. 이는 프라하의 뮐러 빌라(Villa Müller) 설계에서 잘 드러난다.
그는 1933년 8월 23일, 빈 근교 칼크스부르크(Kalksburg)에서 62세의 나이로 세상을 떠났다.

### 건축 이론

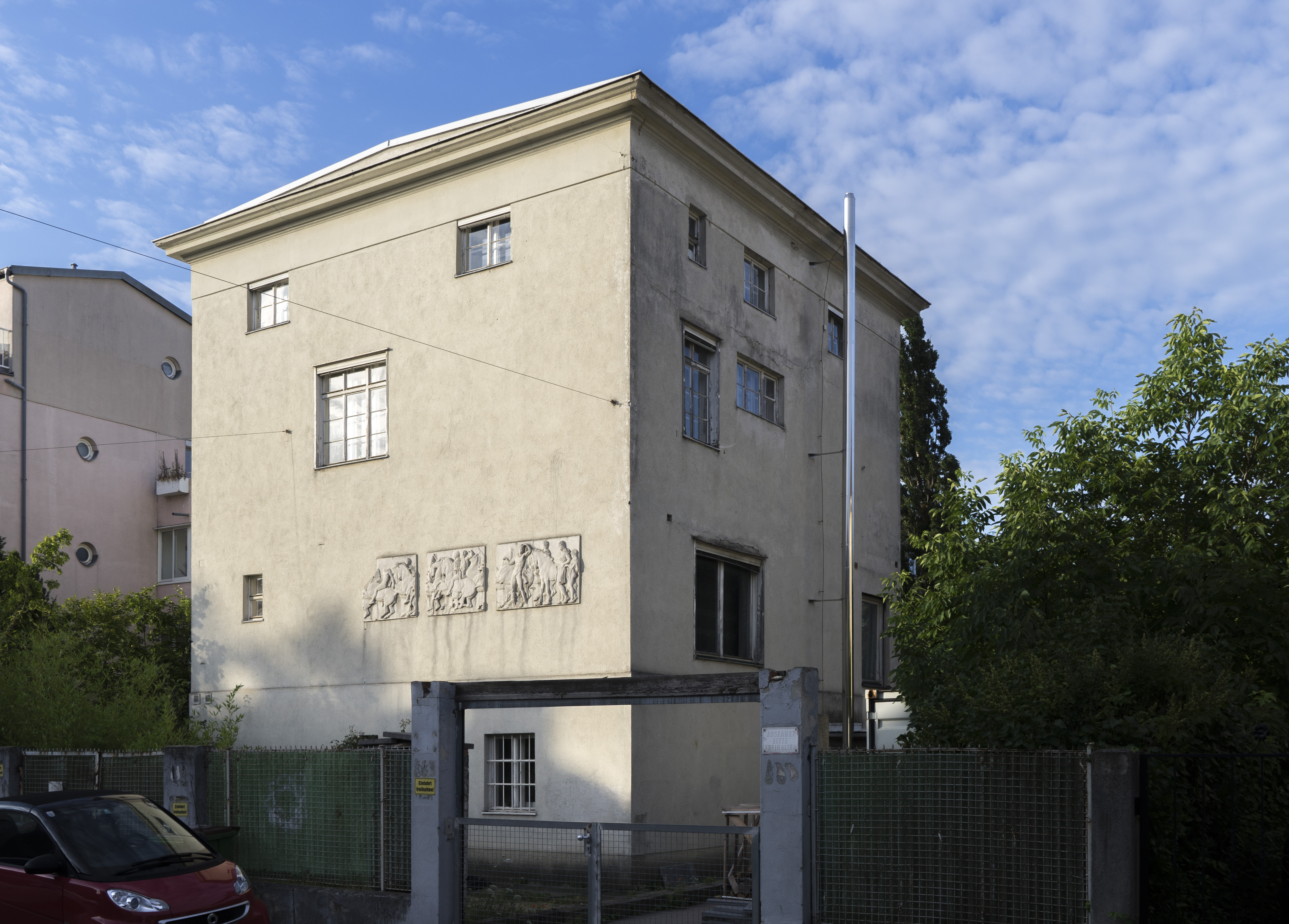
루퍼 하우스, 빈, 1922

로스는 여러 편의 논쟁적인 글을 저술했다. 1900년에 출간된 《공허 속으로 외치다(Spoken into the Void)》에서는 빈 분리파(Vienna Secession)를 강하게 비판하며, 해당 운동이 최고조에 달했던 시기에 주목을 받았다.
로스는 자신의 에세이에서 도발적인 문구를 자주 사용했으며, 1910년에 강연하고 1913년에 처음 출간된 《장식과 범죄(Ornament and Crime)》라는 에세이 및 선언문이 대표작으로 알려져 있다. 이 글에서는 문화의 진보가 일상적인 사물에서 장식을 제거하는 것과 관련이 있다는 주장을 전개하며 “문화의 진화는 일상적인 사물에서 장식을 제거하는 것과 동일하다”는 문구를 통해 핵심 개념을 드러낸다.
이러한 관점에서 로스는 장인이 불필요한 장식에 시간을 들이도록 요구하는 것은 물건이 시대에 뒤처지는 시점을 앞당기는 결과를 초래하며 결과적으로 바람직하지 않다는 입장을 취한다. 그의 미니멀한 건축 양식은 근대 건축의 단순한 매스 구성에 영향을 주었고, 한편으로는 비판과 논란을 불러일으키기도 했다.
그의 건물은 외관상 장식을 배제하는 특징을 보이지만, 실내 공간은 고급 자재—특히 석재, 대리석, 목재 등—로 마감되며, 이는 자연스러운 무늬와 질감이 평면에 드러나는 방식으로 구현되어 있다. 높은 수준의 장인정신이 반영된 사례로 평가된다.
로스는 복잡함과 단순함의 이분법보다는, 목적이 명확한 '유기적 장식'(예: 아프리카 직물, 페르시아 양탄자 등)과 불필요한 장식을 구분하는 기준을 제시하였다.
그는 순은 제품과 고급 가죽 제품을 수집하였으며, 이들은 단순하지만 고급스러운 재료 본연의 아름다움을 통해 불필요한 장식을 배제하면서도 풍요로움을 표현하는 데 집중하고 있다.
그가 설계한 유리 제품은 로브마이어(Lobmeyer)에서 제작되었고, 해당 제품군은 오늘날에도 생산되고 있다.
또한 로스는 패션, 특히 남성복에 깊은 관심을 가졌으며, 빈의 유명한 맞춤복점 ‘크니제(Kníže)’의 실내 인테리어도 직접 설계하였다. 그가 영국과 미국의 패션 및 문화에 관심을 가졌음을 보여주는 사례로는 1903년에 발간한 단명 잡지 《다스 안데레(Das Andere)》가 있으며, 이 잡지에는 ‘영국식’ 의류 광고가 포함되어 있다.
1920년에는 건축가이자 연극 및 전시 디자이너인 프레더릭 존 키슬러(Frederick John Kiesler)와 짧은 협업 관계를 맺기도 하였다.

### 로스 하우스와 여러 프로젝트들

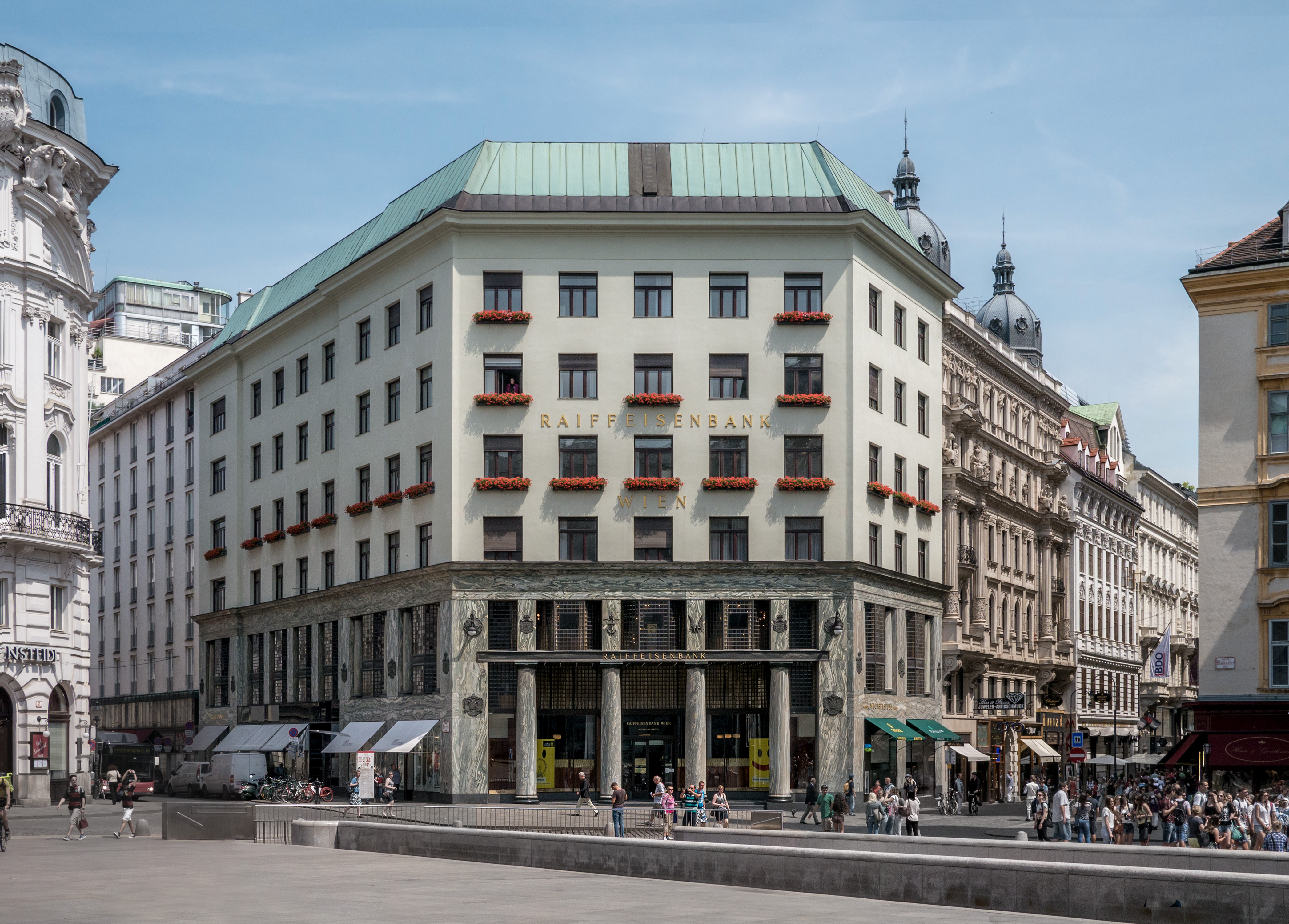
빈 미하엘러플라츠의 로스하우스

1904년부터 로스는 대형 건축 프로젝트를 수행할 수 있는 기반을 갖추게 되었으며, 그 중 가장 주목할 만한 작품은 ‘로스하우스(Looshaus)’이다. 이 건물은 1910년부터 1912년 사이에 지어졌으며, 원래는 빈의 재단사 골드만 & 잘라치(Goldman & Salatsch)를 위한 것이었다. 로스는 이 업체를 위해 이미 1898년에 상점 인테리어를 설계한 바 있으며, 건물은 합스부르크 왕가의 시내 거처인 호프부르크 궁 바로 맞은편에 위치한다. 현재 이 건물은 빈 미하엘러플라츠 3번지(Michaelerplatz 3)에 있으며, 문화재로 보호되고 있다. 당시 사람들은 이 건물을 비판적으로 보았다. 정형화된 창문의 배열, 스터코(stucco) 장식과 차양의 부재가 특징인 외관으로 인해 “눈썹 없는 집(House without Eyebrows)”이라는 별명이 붙었다. 오스트리아 황제 프란츠 요제프 1세(Franz Joseph I)는 이 현대적인 건축양식을 극도로 싫어해, 해당 건물 근처의 궁전 정문을 이용하지 않았다는 이야기도 전해진다.

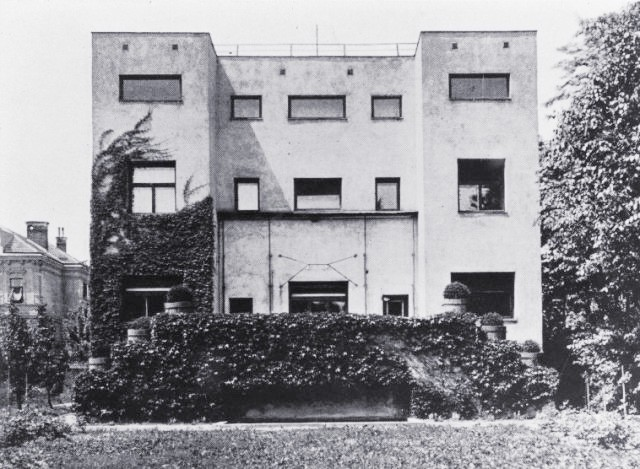
Steiner House, Vienna, 1910

로스의 다른 대표작으로는 남성복 매장 크니제(Knize) (1909–1913년 건축, 빈 그라벤 거리 13번지), 카페 뮤지엄(Café Museum) (1899년 건축, 오페른가세 7번지), 아메리칸 바(American Bar) (1907–1908년 건축, 케른트너슈트라세 10번지) 등이 있다.
로스는 1910년에 지어진 슈타이너 하우스(Steiner House)의 설계에도 관여하였으며, 1904년에는 그리스의 스키로스 섬을 방문하면서 그리스 섬 특유의 입방체 건축 양식에 영향을 받았다.
제1차 세계대전 후 오스트리아-헝가리 제국이 붕괴되자 로스는 체코슬로바키아 대통령 마사리크(Tomáš Masaryk)로부터 시민권을 부여받았다. 하지만 주로 빈에 머물렀다.
제1공화국 오스트리아 시기에는 공공 건축 프로젝트에 관심을 갖게 되었고, 당시 ‘붉은 빈’로 불리던 시정 정책에 따라 빈 시청을 위한 여러 주거단지 설계에 참여했다.
1924년부터 1928년까지는 파리에서 거주했으며, 소르본 대학에서 강의했으며, 다다이즘 작가 트리스탕 차라를 위한 주택을 설계하여 1925년 파리 주노 거리 15번지(Avenue Junot 15)에 완공하였다. 1928년에는 다시 빈으로 돌아왔다.
로스는 고전 건축에 깊은 애정을 가지고 있었으며 그의 저작과 설계에서도 이를 확인할 수 있다. 특히 1922년 시카고 트리뷴 본사 건축 공모전에 제출한 거대한 도리스 기둥 형태의 설계안은 그의 고전주의적 취향을 상징적으로 보여준다.

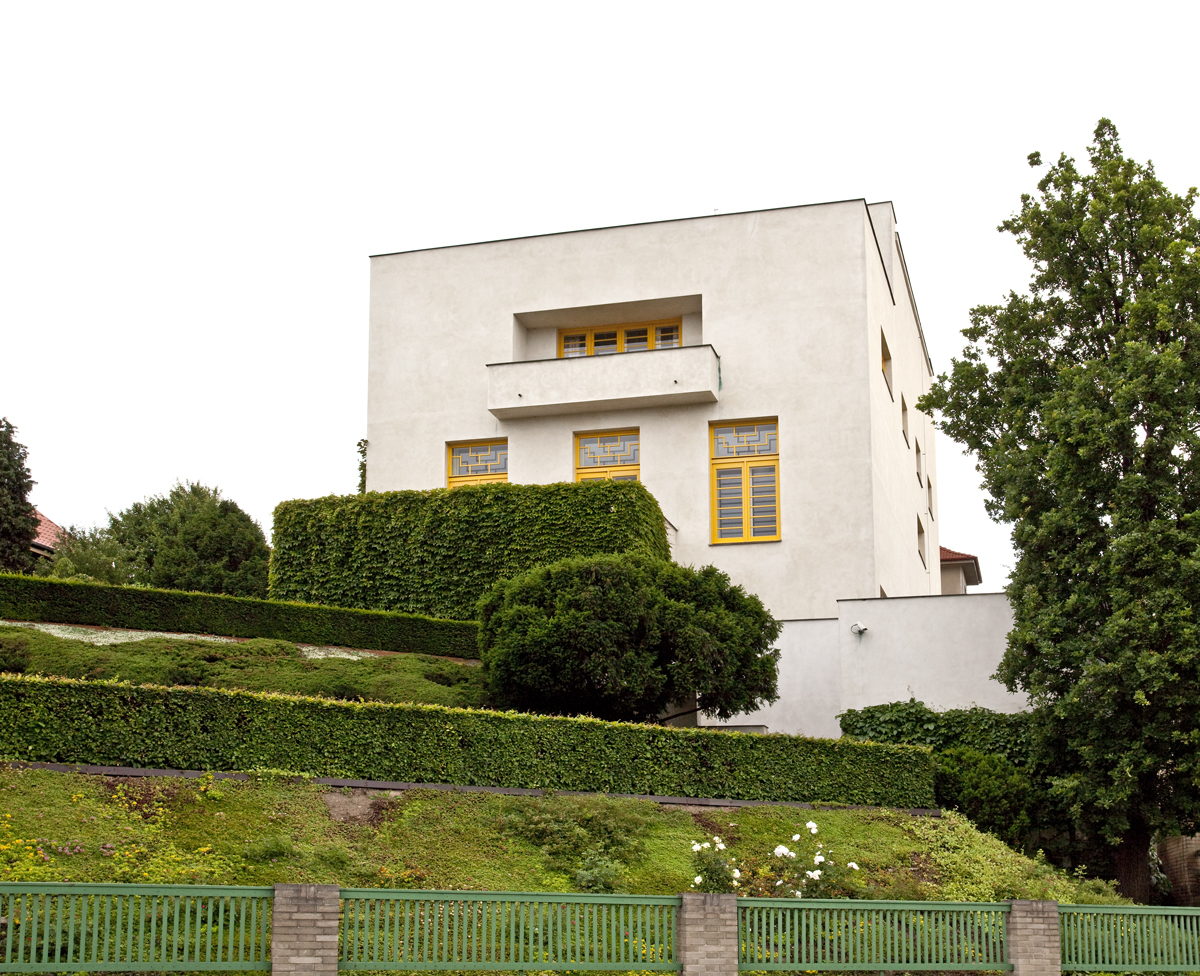
프라하의 빌라 뮐러

## 주요 작업
- 1899 카페 박물관, 빈

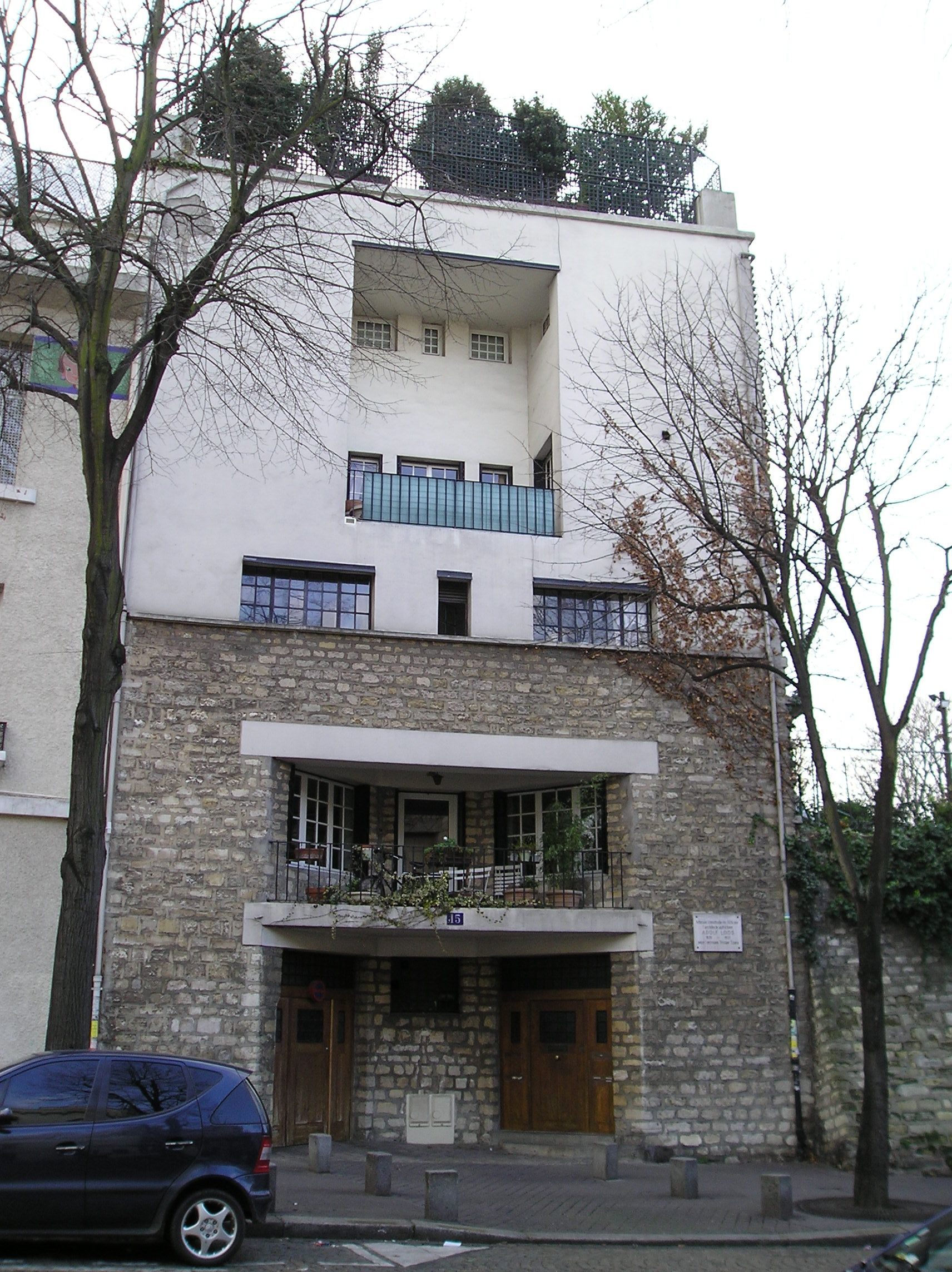
트리스탄 차라의 집, 1925년

- 1904 빌라 카르마, 몽트뢰, 스위스
- 1907 Field Christian Cross, Radešínská Svratka, 체코
- 1908 American Bar(구 Kärntner Bar), 빈
- 1910년 슈타이너 하우스, 빈
- 1910 Goldman & Salatsch Building, 빈의 Michaelerplatz를 내려다보는 곳(흔히 "로스하우스"로 알려진 복합 건물)
- 1913년 빈의 쇼우 하우스(모더니스트 엘리자베스 클로즈 의 어린 시절 집, 본명은 쇼우)
- 1914 체코 Hrušovany u Brna 설탕 공장 감독을 위한 별장
- 1915 설탕 공장, Hrušovany u Brna, 체코
- 1915–16 빌라 두슈니츠(리모델링), 빈
- 1921년 막스 드보르자크 영묘 (미건축)
- 1922년 루퍼 하우스, 빈
- 1925년 파리 몽마르트에 있는 메종 짜라는 다다이즘의 창시자 중 한 명인 트리스탄 짜라를 위한 집이자 스튜디오이다.
- 1926 빌라 몰러, 빈
- 1927년 파리에 있는 미국 연예인 조세핀 베이커를 위한 집(미건축)
- 1928 빌라 뮐러, 프라하, 체코
- 1929 Khuner 빌라, 크로이츠베르크, 오스트리아
- 1932 빌라 윈터니츠, Na Cihlářce 10, Praha 5, 체코
- 1928-1933 체코 플젠의 많은 주거 인테리어